# Valloirette
Valloirette – rzeka we Francji, przepływająca przez teren departamentu Sabaudia, o długości 22,8 km. Stanowi dopływ rzeki Rodan, Arc i Isère.